# Sanafir
Sanafir (arabisch جزيرة صنافير, DMG Ǧazīrat Ṣanāfīr) ist eine saudische Insel im Roten Meer einige Kilometer südöstlich des Eingangs zum Golf von Akaba. Sie gehört zusammen mit der westlich benachbarten Insel Tiran bis heute zum ägyptischen Ras-Mohammed-Nationalpark.

## Geographie
Die Insel ist Teil der Straße von Tiran. Heute gehört die etwa 33 km² große Insel ebenso wie Tiran zum Ras-Mohammed-Nationalpark. Die Insel ist etwa neun Kilometer vom saudi-arabischen Festland (Raʾs al-Qaṣba) entfernt, und von Ägypten (Sinai-Halbinsel) knapp 23 km. Die Nachbarinsel Tiran liegt 2,8 km westlich von Sanafir, von dieser getrennt durch die Meeresstraße Ḥalq al-Qarūš. Zwischen den beiden Inseln liegt das Riff Šaʿb Abū Tinūn.
Im Osten der Insel erheben sich zahlreiche zerklüftete Kalksteinhügel, der höchste jedoch, der 49 Meter hohe Raʾs Ṣināfīr, liegt nahe dem südwestlichen Ende der Insel.

## Geschichte
Die Zugehörigkeit von Tiran und Sanafir war länger zwischen Saudi-Arabien und Ägypten umstritten.
1906 übernahm Großbritannien die Kontrolle über die Inseln in einem Vertrag mit dem Osmanischen Reich. Auf diesen wurden die ägyptischen Ansprüche auf Tiran und Sanafir begründet. Saudi-Arabien gab hingegen an, 1950 die beiden Inseln an Ägypten verpachtet zu haben, um eine Besetzung durch Israel zu verhindern.
Am 22. Mai 1967 wurde die Meerenge von Ägypten mit Hilfe der Inseln blockiert, was für Israel der Auslöser zum Sechstagekrieg war. Wie schon während der Sueskrise 1956, besetzte Israel die Inseln und behielt die Kontrolle bis 1982, als man sich wieder vom Sinai zurückzog. Danach waren auf Tiran 1900 Angehörige des ägyptischen Militärs und ein Dutzend Amerikaner der Multinational Force and Observers (MFO) stationiert. Die definitive Souveränität über Tiran und Sanafir wurde von Ägypten und Saudi-Arabien, aufgrund der geostrategischen Bedeutung als einzigem Zugang Israels zum Roten Meer, bewusst im Unklaren belassen.
Am 9. April 2016 gab die Regierung Ägyptens bekannt, die Herrschaft über die Inseln offiziell an Saudi-Arabien abtreten zu wollen. In Ägypten kam es daraufhin zu Protesten gegen die Regierung. Die Demonstranten sahen die Übergabe als Verkauf ägyptischen Territoriums an. Die Übergabe an Saudi-Arabien wurde am 21. Juni 2016 von einem ägyptischen Gericht vorläufig gestoppt, da ein Verkauf ägyptischer Ländereien durch die Verfassung verboten ist. In zweiter Instanz erlaubte am 20. September 2016 ein Berufungsgericht in Kairo die Übergabe. Die Regierung hatte argumentiert, Ägypten hätte die Inseln nie besessen, sondern lediglich verwaltet. Ende Dezember 2016 bereitete die ägyptische Regierung unter Präsident Abd al-Fattah as-Sisi die Rückgabe an Saudi-Arabien vor.
Anfang 2017 entschied das oberste ägyptische Gericht, dass die Inseln Tiran und Sanafir ägyptisches Staatsgebiet bleiben und die Abtretung bzw. Rückgabe an Saudi-Arabien durch Präsident Abd al-Fattah as-Sisi unzulässig ist.
Anfang April 2017 „kassierte“ wiederum ein Sondergericht für Schnellverfahren in Kairo das Urteil des höchsten Verwaltungsgerichts, das die Übergabe im Januar untersagt hatte. Am 14. Juni 2017 stimmte das ägyptische Parlament der Übergabe zu. Damit kann die Übergabe der Inseln Tiran und Sanafir an Saudi-Arabien nun umgesetzt werden.
Als Teil des saudi-arabischen Neom-Projekts ist eine Querung über die Straße von Tiran mit einer Brücke zwischen den Inseln Tiran und Sanafir geplant. Mit der Brücke entstünde eine Landverbindung von Nordafrika auf die Arabische Halbinsel und damit nach Vorderasien.